# Quantum Key
Quantum Key es el sexagésimo séptimo álbum de estudio del grupo alemán de música electrónica Tangerine Dream. Publicado en noviembre de 2015 por el sello Eastgate destaca por ser el primer álbum publicado tras el fallecimiento del fundador del grupo Edgar Froese. También es la novena referencia de los álbumes denominados «cupdisc» formados por un menor número de canciones y más breves que un álbum convencional.

## Producción
Grabado en 2015 en los estudios Eastgate de Viena y TownEnd de Berlín el álbum es la segunda referencia de la última etapa de Tangerine Dream denominada «Quantum Years». La inspiración basada en los conocimientos actuales de la mecánica cuántica es el eje impulsor temático de esta serie de publicaciones. 

"Edgar Froese, director y fundador de Tangerine Dream, tuvo la maravillosa idea de traducir el conocimiento actual de la física cuántica, que le interesaba mucho, al sonido y ya comenzó este proyecto antes de su triste muerte en enero de 2015. El cupdisc Mala Kunia fue la primera música de la serie "The Quantum Years" que se publicó en noviembre de 2014 con motivo del concierto del Festival MMW en Melbourne."
Eastgate Music Shop (2015) 

También es el último en que participara directamente Edgar Froese ya que tres de las cuatro canciones explicitan su participación como intérprete y compositor. Habitualmente se supone que acreditar a Froese en esos temas es una muestra de que el grupo trabajaron en esas piezas antes del fallecimiento de Froese.

"Fue una gran fortuna que Edgar todavía tuviera la oportunidad de discutir su visión con los miembros restantes de la banda y que Bianca, la esposa de Edgar, decidiera continuar con Tangerine Dream.(...) La banda continuó desarrollando estas ideas musicales después del repentino 'cambio de su dirección cósmica' de Edgar y ahora tendrás la oportunidad de escuchar algunas canciones maravillosas."
Eastgate Music Shop (2015 

Además de su versión digital, y de una reedición publicada en vinilo en Reino Unido por el sello Invisible Hands en 2016, Quantum Key se reeditó en 2018 formando parte de un pack conjuntamente con Quantum Gate (2017).

## Lista de temas
| N.º   | Título                         | Escritor(es)                                      | Duración |  |
| 1.    | «Genesis Of Precious Thoughts» | Edgar Froese Thorsten Quaeschning Ulrich Schnauss | 9:13     |  |
| 2.    | «Electron Bonfire»             | Edgar Froese Thorsten Quaeschning Ulrich Schnauss | 5:05     |  |
| 3.    | «Drowning In Universes»        | Edgar Froese Thorsten Quaeschning Ulrich Schnauss | 11:07    |  |
| 4.    | «Mirage Of Reality»            | Thorsten Quaeschning Ulrich Schnauss              | 7:25     |  |
| 32:50 |                                |                                                   |          |  |

## Personal
- Edgar Froese - sintetizadores
- Thorsten Quaeschning - sintetizadores y dirección musical
- Ulrich Schnauss - sintetizadores
- Hoshiko Yamane - violín eléctrico
- Birgir Jor Birgisson - masterización
- Katja Zerull - supervisión gráfica
- Ian Laidlaw - fotografía
- Bianca F. Acquaye - diseño y producción